# Nekrolog 4. Quartal 1934
Nekrolog
◄◄
| ◄
| 1930
| 1931
| 1932
| 1933
| 1934 | 1935 | 1936 | 1937 | 1938 | ► | ►►
1. Quartal |
2. Quartal |
3. Quartal |
4. Quartal 1934
Weitere Ereignisse | Allgemeiner Nekrolog 1934
Die Beschreibung der verstorbenen Person sollte so kurz wie möglich gehalten sein und nur deren signifikante Tätigkeit(en) enthalten.
Neue Namen ggf. auch unter dem Geburts- und Sterbedatum, also etwa unter 1. Januar und im Geburts- und Sterbejahr (2024) eintragen (nur bei entsprechender großer Wichtigkeit). Für Beispiele siehe die schon vorhandenen Artikel.
Außerdem über die fünf zuletzt Verstorbenen, zu denen es einen ausreichend guten Artikel für eine Präsentation auf der Hauptseite gibt, nach der todesbedingten Überarbeitung der Artikel ggf. auch unter Wikipedia Diskussion:Hauptseite informieren und sie am besten auch in den anderen Wikipedia-Sprachversionen eintragen. Tipp: Regelmäßig bei news.google.de nach „ist tot“, „gestorben“ oder „verstorben“ suchen.
Wenn eine Person gestorben ist, gibt es viele Seiten zu dieser Person in der Wikipedia, die davon auch betroffen sind und entsprechend aktualisiert werden müssen. Beispiele: Namenübersichtsseite, Geburtsjahr, Geburtsort-Seiten und viele mehr.
Wie finde ich die betroffenen Seiten?
Im Suchfeld auf der linken Seite gibt man den Suchbegriff so ein: „Vorname Nachname“. Dann klickt man auf Volltext und alle Seiten mit entsprechendem Suchtext werden aufgerufen. Hier sieht man dann schnell, wo auch das Todesjahr Sinn macht oder sogar ein Teil des Artikels angepasst werden muss. Auch hilft das „Werkzeug“ auf der linken Seite sehr gut, um solche Seiten aufzufinden: „Links auf diese Seite“. Somit ist die Wikipedia wieder aktuell in allen Bereichen! Hinweis: bei Eintragung der Kategorie „Gestorben JAHR“ wird der Missbrauchsfilter 49 ausgelöst, was jedoch nicht schlimm ist. Siehe: Spezial:Missbrauchsfilter/49
Dies ist eine Liste von im vierten Quartal 1934 verstorbenen bekannten Persönlichkeiten. Die Einträge erfolgen innerhalb der einzelnen Daten alphabetisch sortiert. Tiere sind im Nekrolog für Tiere zu finden.

## Oktober
| Tag         | Name                                  | Beruf, bekannt als                                                             | Alter | Beleg |
| ----------- | ------------------------------------- | ------------------------------------------------------------------------------ | ----- | ----- |
| 1. Oktober  | Luis Amigó                            | spanischer Kapuziner, römisch-katholischer Bischof und Ordensgründer           | 79    |       |
| 1. Oktober  | Georges Lumpp                         | französischer Ruderer                                                          | 60    |       |
| 2. Oktober  | Ernst Karl August Klemens von Mann    | deutscher Vizeadmiral                                                          | 70    |       |
| 2. Oktober  | Calvin W. Rice                        | US-amerikanischer Elektroingenieur                                             | 65    |       |
| 3. Oktober  | Robert Otzen                          | deutscher Bauingenieur, Erfinder des Wortes „Autobahn“ und Hochschullehrer     | 62    |       |
| 3. Oktober  | Georg Riedesel zu Eisenbach           | deutscher Jurist und Landrat                                                   | 58    |       |
| 3. Oktober  | Ernesto Zardini                       | italienischer Skispringer und Nordischer Kombinierer                           | 26    |       |
| 4. Oktober  | William C. Davis                      | US-amerikanischer Politiker                                                    | 67    |       |
| 4. Oktober  | Henri Marteau                         | deutsch-französischer Geiger und Komponist                                     | 60    |       |
| 4. Oktober  | Gustav Sabac el Cher                  | afrodeutscher Militärmusiker im Königreich Preußen                             | 66    |       |
| 4. Oktober  | Marija Sankowezka                     | ukrainische Theaterschauspielerin                                              | 80    |       |
| 4. Oktober  | Alexander Skowronski                  | polnischer Geistlicher und Politiker, MdR                                      | 71    |       |
| 5. Oktober  | Rosa Bertens                          | deutsche Theater- und Filmschauspielerin                                       | 73    |       |
| 5. Oktober  | Max Büssing                           | deutscher Maschinenbau-Ingenieur und Industrie-Manager                         | 62    |       |
| 5. Oktober  | Frank Coombs                          | US-amerikanischer Politiker                                                    | 80    |       |
| 5. Oktober  | Karl Groß                             | deutscher Bildhauer und Goldschmied                                            | 65    |       |
| 5. Oktober  | Walter Schulz                         | preußischer Offizier, zuletzt Oberstleutnant                                   | 62    |       |
| 5. Oktober  | Jean Vigo                             | französischer Filmregisseur                                                    | 29    |       |
| 6. Oktober  | Fernand Humbert                       | französischer Maler                                                            | 91    |       |
| 6. Oktober  | James Taliaferro                      | US-amerikanischer Politiker                                                    | 87    |       |
| 7. Oktober  | William Sutherland Dun                | australischer Paläontologe                                                     | 66    |       |
| 7. Oktober  | Felix Goldmann                        | deutscher Rabbiner                                                             | 52    |       |
| 7. Oktober  | Isaac Israëls                         | niederländischer Maler                                                         | 69    |       |
| 7. Oktober  | Bernhard Lepsius                      | deutscher Chemiker, Direktor der Chemischen Fabrik Griesheim                   | 80    |       |
| 7. Oktober  | Ludwig Freiherr von Stein zu Lausnitz | deutscher Offizier und Forschungsreisender                                     | 66    |       |
| 8. Oktober  | Krikor Balakian                       | armenischer Bischof, Augenzeuge des Genozids an den Armeniern                  |       |       |
| 8. Oktober  | Willi Bang-Kaup                       | deutscher Orientalist und Turkologe                                            | 65    |       |
| 8. Oktober  | Ignatius Rieder                       | österreichischer katholischer Theologe, Erzbischof von Salzburg                | 76    |       |
| 9. Oktober  | Abu al-Qasim asch-Schabbi             | tunesischer Dichter                                                            | 25    |       |
| 9. Oktober  | Alexander I.                          | König von Jugoslawien (1921–1934)                                              | 45    |       |
| 9. Oktober  | Louis Barthou                         | französischer Politiker                                                        | 72    |       |
| 9. Oktober  | Cyrill Bertrán                        | spanischer Ordensmann und Märtyrer                                             | 46    |       |
| 9. Oktober  | Inocencio de la Inmaculada            | spanischer Märtyrer und römisch-katholischer Heiliger                          | 47    |       |
| 9. Oktober  | Arnold Meyer                          | deutscher evangelischer Theologe                                               | 73    |       |
| 9. Oktober  | Carl Neumann                          | deutscher Kunsthistoriker                                                      | 74    |       |
| 9. Oktober  | Wlado Tschernosemski                  | politischer Attentäter                                                         | 36    |       |
| 10. Oktober | Takamura Kōun                         | japanischer Bildhauer                                                          | 82    |       |
| 11. Oktober | Eric Ehrström                         | finnischer Emaillemaler und Metalltreiber                                      | 53    |       |
| 11. Oktober | Hermann Etter                         | deutscher Arzt, Abgeordneter des württembergischen Landtags                    | 63    |       |
| 11. Oktober | Victor Fredenhagen                    | deutscher Unternehmer (Maschinenfabrik Fredenhagen)                            | 58    |       |
| 11. Oktober | Otto Leverkus                         | deutscher Chemieunternehmer                                                    | 78    |       |
| 11. Oktober | Abraham Meier Straus                  | deutscher Bankier und Mäzen in Karlsruhe                                       | 78    |       |
| 12. Oktober | Christian Ferkel                      | deutscher Gewerkschafter und sozialdemokratischer Politiker                    | 52    |       |
| 12. Oktober | Karl Iro                              | österreichischer Politiker (DnP), Abgeordneter zum Nationalrat                 | 73    |       |
| 12. Oktober | Friedrich Klippert                    | deutscher Unternehmer                                                          | 72    |       |
| 12. Oktober | Michael O’Shaughnessy                 | irischer Bauingenieur, Stadtplaner von San Francisco                           | 70    |       |
| 12. Oktober | Anton Sawatzki                        | deutscher Pfarrer und Politiker (Zentrum), MdL                                 | 60    |       |
| 12. Oktober | Anna Winistörfer-Ruepp                | Schweizer Lehrerin, Zeitungsgründerin, Redakteurin und Frauenrechtlerin        | 82    |       |
| 13. Oktober | Theodore Baker                        | US-amerikanischer Musikwissenschaftler                                         | 83    |       |
| 13. Oktober | Friedrich von Bock und Polach         | preußischer General der Infanterie                                             | 85    |       |
| 13. Oktober | Bernhard Dörries                      | deutscher evangelischer Theologe, Pastor und Sachbuchautor                     | 78    |       |
| 13. Oktober | Gertrude Käsebier                     | US-amerikanische Fotografin                                                    | 82    |       |
| 13. Oktober | Peter Müller                          | deutscher Kaufmann, Politiker und Bürgermeister von Windhoek                   | 60    |       |
| 14. Oktober | Marie Lang                            | österreichische Frauenrechtlerin und Theosophin                                | 76    |       |
| 14. Oktober | Michail Wassiljewitsch Matjuschin     | russischer Maler und Komponist der Avantgarde                                  |       |       |
| 14. Oktober | Albert von Mühlwerth                  | österreichisch-böhmischer Politiker                                            | 72    |       |
| 14. Oktober | Robert Schleich                       | deutscher Landschaftsmaler                                                     | 89    |       |
| 14. Oktober | Friedrich Schultze                    | deutscher Neurologe                                                            | 86    |       |
| 14. Oktober | Leonid Witaljewitsch Sobinow          | russischer Opernsänger (Tenor)                                                 | 62    |       |
| 15. Oktober | Michael Deffner                       | deutscher klassischer Philologe, Sprachwissenschaftler                         | 86    |       |
| 15. Oktober | Samuel Fischer                        | deutscher Verleger                                                             | 74    |       |
| 15. Oktober | Valerius Hüttig                       | deutscher Ingenieur und Professor                                              | 64    |       |
| 15. Oktober | Raymond Poincaré                      | französischer Staatsmann und Politiker                                         | 74    |       |
| 15. Oktober | Ernst Retzlaff                        | deutscher Jurist und Politiker (NSDAP), Bürgermeister der Stadt Neubrandenburg | 32    |       |
| 15. Oktober | Herbert Watts                         | britischer Generalleutnant                                                     | 76    |       |
| 16. Oktober | Jean Egger                            | österreichischer Maler                                                         | 37    |       |
| 16. Oktober | Clifford E. Randall                   | US-amerikanischer Politiker                                                    | 57    |       |
| 16. Oktober | Rudolf Rössler                        | österreichischer Genremaler                                                    | 70    |       |
| 17. Oktober | Bruno von Enderes                     | österreichischer Eisenbahnfachmann und Beamter                                 | 63    |       |
| 17. Oktober | Adolf Hölzel                          | österreichisch-deutscher Maler                                                 | 81    |       |
| 17. Oktober | Santiago Ramón y Cajal                | spanischer Mediziner und Nobelpreisträger für Medizin 1906                     | 82    |       |
| 17. Oktober | Arthur Schuster                       | englischer Physiker deutscher Abstammung                                       | 83    |       |
| 17. Oktober | Richard Wernecke                      | deutscher sozialdemokratischer Partei- und Arbeitsportfunktionär               | 53    |       |
| 18. Oktober | Thies Hinrich Engelbrecht             | deutscher Agrargeograph und Landwirt                                           | 81    |       |
| 18. Oktober | Franc-Nohain                          | französischer Schriftsteller und Librettist                                    | 61    |       |
| 18. Oktober | François Gonnessiat                   | französischer Astronom                                                         | 78    |       |
| 18. Oktober | Gerhard von Mutius                    | deutscher Diplomat                                                             | 62    |       |
| 18. Oktober | Rudolf von Tavel                      | Schweizer Journalist und Schriftsteller                                        | 67    |       |
| 19. Oktober | Johan Joseph Aarts                    | niederländischer Maler und Grafiker                                            | 63    |       |
| 19. Oktober | Flodoard von Biedermann               | deutscher Literaturhistoriker                                                  | 76    |       |
| 19. Oktober | Ludwig Herpel                         | deutscher Wirtschaftswissenschaftler                                           | 47    |       |
| 19. Oktober | Alexander von Kluck                   | preußischer Generaloberst und Oberbefehlshaber im Ersten Weltkrieg             | 88    |       |
| 19. Oktober | Vernon S. Wright                      | US-amerikanischer Politiker                                                    | 45    |       |
| 20. Oktober | Friedrich Aemmer                      | Schweizer Arzt und Politiker (FDP)                                             | 67    |       |
| 20. Oktober | Arthur Stockhoff                      | US-amerikanischer Ruderer                                                      | 54    |       |
| 21. Oktober | Karl Krampe                           | deutscher Bergmann, Winkelier und Mundartdichter                               | 76    |       |
| 21. Oktober | Heorhij Pantelejmonow                 | russischer Sportschütze                                                        | 48    |       |
| 21. Oktober | Ernesto Ponzio                        | argentinischer Tangokomponist und Geiger                                       | 49    |       |
| 21. Oktober | Auguste Sprengel                      | deutsche Erzieherin und Begründerin der deutschen Frauenschulbewegung          | 87    |       |
| 21. Oktober | Robin Welsh                           | schottischer Curler                                                            | 65    |       |
| 22. Oktober | Gustav Biesenbach                     | deutscher Politiker (Zentrum), MdR und Bürgermeister                           | 72    |       |
| 22. Oktober | T. F. Callahan                        | US-amerikanischer Geschäftsmann und Politiker                                  | 78    |       |
| 22. Oktober | Antonín Fleischer                     | tschechischer Entomologe und Mediziner                                         | 84    |       |
| 22. Oktober | Pretty Boy Floyd                      | US-amerikanischer Krimineller                                                  | 30    |       |
| 22. Oktober | Hector Louis François Leboucq         | belgischer Mediziner und Anatom                                                | 86    |       |
| 23. Oktober | Seckel Bamberger                      | Rabbiner des Distriktsrabbinats Bad Kissingen                                  | 71    |       |
| 23. Oktober | William Brennaugh                     | kanadischer Lacrossespieler                                                    | 57    |       |
| 23. Oktober | Wilhelm Deecke                        | deutscher Geologe und Prähistoriker                                            | 72    |       |
| 23. Oktober | Artur Markowicz                       | polnischer Genremaler und Grafiker jüdischer Abstammung                        | 62    |       |
| 23. Oktober | Franz Schotte                         | deutscher Theologe und Superintendent                                          | 55    |       |
| 23. Oktober | César Simar                           | französischer Radrennfahrer                                                    | 55    |       |
| 23. Oktober | Markus Sternlieb                      | deutscher Architekt und kommunaler Baubeamter in Ludwigshafen                  | 57    |       |
| 24. Oktober | Felix Hauptmann                       | deutscher Juist und Heraldiker                                                 | 78    |       |
| 24. Oktober | Gottlob Haußleiter                    | evangelisch-lutherischer Theologe, Missionsinspektor und Hochschullehrer       | 77    |       |
| 24. Oktober | Rudolf Paal                           | estnischer Fußballspieler                                                      | 36    |       |
| 25. Oktober | Otto Folin                            | schwedisch-US-amerikanischer Biochemiker und Hochschullehrer                   | 67    |       |
| 25. Oktober | Hermann Ganswindt                     | Erfinder und Raketenpionier                                                    | 78    |       |
| 25. Oktober | Johann Georg Hinsberg                 | reformierter Theologe; Regionalhistoriker                                      | 71    |       |
| 25. Oktober | Lauri Ingman                          | finnischer Theologe und Politiker, Mitglied des Reichstags                     | 66    |       |
| 25. Oktober | Johann Kremenezky                     | österreichischer Industrieller und Zionist                                     | 86    |       |
| 25. Oktober | Frank Julian Sprague                  | US-amerikanischer Marineoffizier und Erfinder                                  | 77    |       |
| 26. Oktober | Richard Bürk                          | deutscher Erfinder, Unternehmer und Landtagsabgeordneter                       | 83    |       |
| 26. Oktober | Valentine Hall                        | US-amerikanischer Tennisspieler                                                | 66    |       |
| 26. Oktober | Marie Jahn                            | österreichische Opernsängerin (Sopran) und Gesangspädagogin                    | 69    |       |
| 26. Oktober | Heinrich Kurz                         | deutscher Politiker (SPD), MdL                                                 | 67    |       |
| 26. Oktober | Mietje Rutgers-Hoitsema               | niederländische Lehrerin, Feministin und Frauenrechtlerin                      | 87    |       |
| 26. Oktober | Frantz Seimetz                        | luxemburgischer Landschaftsmaler des Impressionismus                           | 76    |       |
| 27. Oktober | Leonard Ochtman                       | niederländisch-amerikanischer Maler des Impressionismus                        | 80    |       |
| 27. Oktober | Robert Scheffer                       | österreichischer Maler                                                         | 75    |       |
| 27. Oktober | Alfred Schirokauer                    | deutscher Schriftsteller und Drehbuchautor                                     | 54    |       |
| 28. Oktober | Edmond Bapst                          | französischer Diplomat und Historiker                                          | 76    |       |
| 28. Oktober | Hermann Gunßer                        | deutscher Gastwirt und Politiker (FP, FVP), MdR                                | 63    |       |
| 28. Oktober | Kurt von Kleefeld                     | letzte Person, die in Deutschland einen Adelstitel erhielt                     | 53    |       |
| 28. Oktober | René Migeot                           | französischer Automobilrennfahrer                                              | 53    |       |
| 28. Oktober | Julius Strasburger                    | deutscher Internist                                                            | 62    |       |
| 28. Oktober | Bernhard Widmann                      | deutscher Zisterzienserabt                                                     | 67    |       |
| 29. Oktober | Wilhelm Anthes                        | deutscher Politiker, Landtagsabgeordneter im Volksstaat Hessen                 | 57    |       |
| 29. Oktober | Tom Belling jun.                      | österreichischer Clown                                                         | 61    |       |
| 29. Oktober | James Breathitt                       | US-amerikanischer Politiker                                                    | 43    |       |
| 29. Oktober | Gustavo E. Campa                      | mexikanischer Komponist                                                        | 71    |       |
| 29. Oktober | Wilhelm Eckhardt                      | deutscher Rechtsanwalt und Notar, Kommunalpolitiker und Historiker             | 63    |       |
| 29. Oktober | Kurt Floericke                        | deutscher Naturwissenschaftler                                                 | 65    |       |
| 29. Oktober | Heinrich Kirchhoff                    | deutscher Mäzen und Kunstsammler                                               | 60    |       |
| 29. Oktober | Lou Tellegen                          | niederländischer Theater-, Stummfilmschauspieler und Regisseur                 | 50    |       |
| 30. Oktober | Joseph Räber                          | Schweizer Richter und Politiker (Konservative Volkspartei)                     | 62    |       |
| 30. Oktober | Carl Jakob Sulzer                     | Schweizer Ingenieur und Maschinenfabrikant                                     | 69    |       |
| 31. Oktober | Oskar Cohn                            | deutscher Politiker (SPD, USPD), MdR                                           | 65    |       |
| 31. Oktober | Arthur Uecker-Fensloff                | deutscher Maler und Grafiker                                                   | 53    |       |
| 31. Oktober | Theodor Zink                          | deutscher Lehrer, Sammler, Heimatforscher und Konservator                      | 63    |       |

## November
| Tag          | Name                                           | Beruf, bekannt als | Alter | Beleg |
| ------------ | ---------------------------------------------- | --- | ----- | ----- |
| 1. November  | Johann Fuchs                                   | Schweizer römisch-katholischer Ordensgeistlicher, Missionar und Märtyrer                                                                      | 54    |       |
| 1. November  | Karl Aubert Salzmann                           | österreichischer Rechtsanwalt und Politiker (CS), Landtagsabgeordneter, Mitglied des Bundesrates                                              | 58    |       |
| 1. November  | Jacques Sternfeld                              | österreichischer Porträt- und Genremaler | 60    |       |
| 2. November  | Jonél Kalinczuk                                | österreichischer Arzt und Schriftsteller | 78    |       |
| 2. November  | Joseph Emanuel van Leer                        | niederländischer Kaufmann und Anthroposoph | 54    |       |
| 2. November  | Edmond de Rothschild                           | französischer Zionist, Philanthrop, Mäzen und Sammler                                                                                         | 89    |       |
| 2. November  | John William Shaw                              | US-amerikanischer Geistlicher, Erzbischof von New Orleans                                                                                     | 70    |       |
| 2. November  | Eduard Verhülsdonk                             | deutscher Journalist und Politiker (Zentrum), MdR                                                                                             | 50    |       |
| 3. November  | Mary McCrossan                                 | britische Malerin |       |       |
| 3. November  | Joseph Koch                                    | deutscher Architekt | 61    |       |
| 4. November  | Tom Bass                                       | US-amerikanischer Pferdetrainer und Reiter | 75    |       |
| 4. November  | Hamilton Cuffe, 5. Earl of Desart              | britischer Jurist, Politiker und Peer | 86    |       |
| 4. November  | Alfred Gilbert                                 | britischer Bildhauer und Goldschmied | 80    |       |
| 4. November  | Martin Hahn                                    | deutscher Mikrobiologe und Hygieniker | 69    |       |
| 4. November  | Philipp Heß                                    | deutscher Ringer | 46    |       |
| 4. November  | Waldemar Kophamel                              | deutscher Marineoffizier und U-Boot-Kommandant im Ersten Weltkrieg, Träger des Pour le Mérite                                                 | 54    |       |
| 4. November  | Joseph Schocken                                | deutscher Einzelhandels-Kaufmann | 62    |       |
| 4. November  | Catherine Amy Dawson Scott                     | englische Schriftstellerin | 69    |       |
| 5. November  | Ernst Bähre                                    | deutscher Pädagoge, Schulleiter und Kommunalbeamter                                                                                           | 64    |       |
| 5. November  | Harald Bredow                                  | deutscher Schauspieler, Drehbuchautor und Theaterregisseur                                                                                    | 56    |       |
| 5. November  | Carl Charlier                                  | schwedischer Astronom | 72    |       |
| 5. November  | Walther von Dyck                               | deutscher Mathematiker | 77    |       |
| 5. November  | Hulda Garborg                                  | norwegische Schriftstellerin und Theaterregisseurin                                                                                           | 72    |       |
| 6. November  | Cašpar Hermann                                 | deutscher Steindrucker und Lithograf | 63    |       |
| 6. November  | Alfred Richard Orage                           | britischer Schriftsteller, Literaturkritiker, Herausgeber, Lehrer                                                                             | 61    |       |
| 7. November  | Rosina Ferrara                                 | Muse des US-amerikanischen Malers John Singer Sargent                                                                                         |       |       |
| 7. November  | Carl Horst                                     | deutscher Kunsthistoriker | 58    |       |
| 7. November  | Juan Bautista Quirós Segura                    | costa-ricanischer Politiker | 81    |       |
| 8. November  | James Mark Baldwin                             | US-amerikanischer Psychologe und Philosoph | 73    |       |
| 8. November  | Carlos Chagas                                  | brasilianischer Arzt | 55    |       |
| 8. November  | Ilmari Keinänen                                | finnischer Turner | 47    |       |
| 8. November  | Friedrich Kretschmann                          | deutscher HNO-Arzt und Hochschullehrer | 76    |       |
| 8. November  | Robert S. Maloney                              | US-amerikanischer Politiker | 53    |       |
| 8. November  | Paul Oettinger                                 | deutscher Berufssoldat und Militärschriftsteller                                                                                              | 86    |       |
| 8. November  | Alfred Rébelliau                               | französischer Bibliothekar, Historiker, Romanist und Literaturwissenschaftler                                                                 | 76    |       |
| 9. November  | Ivy Lee                                        | US-amerikanischer Autor und Philanthrop; Mitbegründer der modernen Public Relations                                                           | 57    |       |
| 9. November  | Josef Mertens                                  | deutscher Diplomat | 69    |       |
| 10. November | Wilhelm His                                    | deutscher Internist und Sohn des Anatomen Wilhelm His                                                                                         | 70    |       |
| 10. November | Gottwalt Weber                                 | deutscher Märchenschriftsteller | 65    |       |
| 11. November | Otto Koch                                      | deutscher Politiker (DDP) und Mitglied des Sächsischen Landtages                                                                              | 68    |       |
| 12. November | Walther Bensemann                              | deutscher Fußballpionier | 61    |       |
| 12. November | Charles E. T. Lull                             | US-amerikanischer Offizier | 54    |       |
| 12. November | Henri Verbrugghen                              | belgischer Dirigent, Geiger und Musikpädagoge                                                                                                 | 61    |       |
| 13. November | Georg Hannig                                   | deutscher Landschaftsarchitekt | 62    |       |
| 13. November | Fides Karny                                    | österreichische Malerin | 48    |       |
| 13. November | Julius Lippmann                                | deutscher Politiker (DDP), MdR | 70    |       |
| 13. November | Rudolf von Rössing                             | deutscher Kapitän zur See der Kaiserlichen Marine                                                                                             | 88    |       |
| 13. November | Fritz Wrampe                                   | deutscher Bildhauer, Zeichner und Graphiker                                                                                                   | 41    |       |
| 14. November | Wilhelm Hummel                                 | deutscher Chemiker, Industrieller und Kunstsammler                                                                                            | 72    |       |
| 14. November | Eduard von Liebert                             | preußischer Offizier, zuletzt General der Infanterie, Politiker (FKP, NSDAP), MdR und Militärschriftsteller, Gouverneur von Deutsch-Ostafrika | 84    |       |
| 14. November | Albert Carl Mays                               | badischer Beamter | 73    |       |
| 14. November | Friedrich Reiß                                 | österreichischer Politiker (CS), Landtagsabgeordneter und Landtagspräsident                                                                   | 70    |       |
| 14. November | Hellmuth Freiherr Lucius von Stoedten          | deutscher Diplomat | 65    |       |
| 14. November | Jakob Wohlschläger                             | österreichischer Architekt | 65    |       |
| 15. November | Stephan Bauer                                  | Schweizer Nationalökonom und Hochschullehrer                                                                                                  | 69    |       |
| 15. November | Frederick Landis                               | US-amerikanischer Politiker | 62    |       |
| 15. November | Karl Eduard Onken                              | österreichischer Genremaler | 88    |       |
| 15. November | Theodor Wegner                                 | deutscher Paläontologe und Geologe | 54    |       |
| 16. November | Bryson Burroughs                               | amerikanischer Maler und Leiter der Gemäldeabteilung des Metropolitan Museum of Art in New York City                                          | 65    |       |
| 16. November | Johann Hasler                                  | liechtensteinischer Politiker (FBP) | 74    |       |
| 16. November | Charles Sargeant Jagger                        | britischer Bildhauer | 48    |       |
| 16. November | Alice Liddell                                  | englische Frau, Vorlage für die Heldin in "Alice im Wunderland"                                                                               | 82    |       |
| 16. November | Carl von Linde                                 | deutscher Ingenieur, Erfinder und Gründer der Linde AG                                                                                        | 92    |       |
| 17. November | Gaëtan Gatian de Clérambault                   | französischer Gerichtspsychiater, Ethnologe und Fotograf                                                                                      | 62    |       |
| 17. November | Hermann Deumeland                              | deutscher Politiker | 74    |       |
| 17. November | Charles August Polack                          | deutscher Nautiker, Kapitän des Norddeutschen Lloyd                                                                                           | 74    |       |
| 17. November | Joachim Ringelnatz                             | deutscher Schriftsteller, Kabarettist und Maler                                                                                               | 51    |       |
| 17. November | Gabriel van Dievoet                            | belgischer Maler | 59    |       |
| 18. November | Pietro Gasparri                                | italienischer Geistlicher, Kardinal der römisch-katholischen Kirche                                                                           | 82    |       |
| 18. November | Lee Mantle                                     | US-amerikanischer Politiker britischer Herkunft                                                                                               | 82    |       |
| 18. November | Karl Stehlin                                   | Schweizer Jurist, Politiker, Archäologe und Historiker                                                                                        | 75    |       |
| 19. November | Edwin S. Broussard                             | US-amerikanischer Politiker | 59    |       |
| 19. November | José Nicolau                                   | spanischer Radrennfahrer | 26    |       |
| 19. November | Leslie Rundle                                  | britischer Offizier, Gouverneur von Malta | 78    |       |
| 20. November | Joel Lehtonen                                  | finnischer Schriftsteller und Übersetzer | 52    |       |
| 20. November | Willem de Sitter                               | niederländischer Astronom | 62    |       |
| 20. November | Richard Snell                                  | deutscher Psychiater und Klinikdirektor | 67    |       |
| 21. November | Josef Gruntzel                                 | österreichischer Nationalökonom | 68    |       |
| 21. November | Thessa Klinkhammer                             | deutsche Schauspielerin | 75    |       |
| 22. November | Philippe Berthelot                             | französischer Diplomat | 68    |       |
| 22. November | Louis Schaurté                                 | deutscher Gastronom | 83    |       |
| 22. November | Mon Schjelderup                                | norwegische Komponistin und Pianistin | 64    |       |
| 23. November | Giovanni Brunero                               | italienischer Radrennfahrer | 39    |       |
| 23. November | E. A. Wallis Budge                             | britischer Ägyptologe | 77    |       |
| 23. November | Arthur Wing Pinero                             | britischer Dramatiker | 79    |       |
| 23. November | Ernst Steinmann                                | deutscher Kunsthistoriker | 68    |       |
| 23. November | Iwan Dmitrijewitsch Sytin                      | russischer und sowjetischer Buchverleger und Pädagoge                                                                                         | 83    |       |
| 24. November | Francelia Billington                           | US-amerikanische Schauspielerin und Kamerafrau                                                                                                | 39    |       |
| 24. November | Ippolit Nikolajewitsch Djakow                  | Bürgermeister von Kiew | 68    |       |
| 24. November | Gerth Geisler                                  | grönländischer Kaufmann und Landesrat | 52    |       |
| 24. November | Mychajlo Hruschewskyj                          | ukrainischer Historiker, Politiker und Aktivist in der ukrainischen Nationalbewegung                                                          | 68    |       |
| 24. November | Dionys Martens                                 | österreichischer Musiker | 65    |       |
| 24. November | Johann Schowanek                               | Holzfabrikant | 66    |       |
| 24. November | Tamon Jirō                                     | japanischer Generalleutnant | 56    |       |
| 25. November | Nicholas Edward Brown                          | englischer Botaniker und Taxonom | 85    |       |
| 25. November | Arseen Goedertier                              | belgischer Kunsträuber und Erpresser | 57    |       |
| 25. November | August Neidhart                                | österreichischer Autor und Librettist | 67    |       |
| 25. November | Hans Nibel                                     | Chefkonstrukteur und Vorstandschef der Benz & Cie                                                                                             | 54    |       |
| 25. November | Sadije Toptani                                 | Mutter des albanischen Königs Ahmet Zogu | 58    |       |
| 26. November | Georges Goursat                                | französischer Karikaturist | 71    |       |
| 26. November | Ludwig Koch                                    | österreichischer Maler, Bildhauer und Illustrator                                                                                             | 67    |       |
| 26. November | Henry Horrocks Slater                          | englischer Geistlicher, Ornithologe, Entomologe, Botaniker                                                                                    |       |       |
| 27. November | Mitrofan Borissowitsch Grekow                  | russischer Maler | 52    |       |
| 27. November | Babyface Nelson                                | US-amerikanischer Gangster und Bankräuber | 25    |       |
| 27. November | Arthur Beresford Pite                          | britischer Architekt | 73    |       |
| 27. November | Hugo Rüdel                                     | deutscher Chorleiter | 66    |       |
| 27. November | Georg Schätzel                                 | deutscher Jurist und Politiker (BVP), Reichspostminister                                                                                      | 59    |       |
| 28. November | Henrique Maximiano Coelho Neto                 | brasilianischer Schriftsteller | 70    |       |
| 28. November | Stanislaw Eksner                               | russischer Pianist und Musikpädagoge | 75    |       |
| 28. November | Gabriel Franz Marenzi von Tagliuno und Talgate | österreichischer Offizier | 73    |       |
| 28. November | George F. O’Shaunessy                          | US-amerikanischer Politiker | 66    |       |
| 29. November | Cornelia Gerardina Boellaard                   | niederländische Porträt- und Landschaftsmalerin                                                                                               | 65    |       |
| 29. November | Max von Kluge                                  | preußischer Generalleutnant | 77    |       |
| 29. November | Paul Metternich                                | deutscher Diplomat | 80    |       |
| 30. November | Alex Bell                                      | schottischer Fußballspieler |       |       |
| 30. November | Florian Berndl                                 | österreichischer Naturheilkundler | 78    |       |
| 30. November | Hélène Boucher                                 | frühe französische Pilotin | 26    |       |
| 30. November | Philip Hale                                    | US-amerikanischer Organist und Musikkritiker                                                                                                  | 80    |       |
| 30. November | Julia Christiansen Hoffman                     | amerikanische Künstlerin und Kunstmäzenin | 78    |       |
| 30. November | Louis Pierson                                  | französisch-deutscher Gutsbesitzer und Politiker, MdR                                                                                         | 88    |       |
| 30. November | Alexander Sergejewitsch Sarudny                | russischer Advokat und Politiker | 71    |       |
| 30. November | Roy Turk                                       | amerikanischer Liedtexter | 42    |       |
|              | Jimmy Lawrence                                 | schottischer Fußballspieler und -trainer | 55    |       |

## Dezember
| Tag          | Name                                         | Beruf, bekannt als                                                                                          | Alter | Beleg |
| ------------ | -------------------------------------------- | --- | ----- | ----- |
| 1. Dezember  | Blind Blake                                  | US-amerikanischer Blues-Musiker                                                                             |       |       |
| 1. Dezember  | Emil Evers                                   | deutscher Musikpädagoge und Fürstlich-Schaumburg-Lippischer Hof-Pianist                                     | 73    |       |
| 1. Dezember  | Fanny Angelina Hesse                         | Erfinderin der Nutzung von Agar-Agar als Bakterienkulturmedium                                              | 84    |       |
| 1. Dezember  | Heinrich Kielhorn                            | deutscher Pionier der Sonderschulpädagogik                                                                  | 87    |       |
| 1. Dezember  | Sergei Mironowitsch Kirow                    | russischer Politiker                                                                                        | 48    |       |
| 1. Dezember  | Nikolaus Niemeier                            | Maler, niederdeutscher Dichter und Puppenspieler                                                            | 58    |       |
| 1. Dezember  | Lorenz Quaglia                               | deutscher Jurist und Politiker                                                                              | 65    |       |
| 1. Dezember  | Geert Seelig                                 | deutscher Jurist und Autor                                                                                  | 70    |       |
| 1. Dezember  | Karl Seemann                                 | deutscher Pädagoge und Heimatforscher                                                                       | 71    |       |
| 2. Dezember  | Jakob Meisenheimer                           | deutscher Chemiker                                                                                          | 58    |       |
| 2. Dezember  | Georg Schories                               | deutscher Schachspieler und Problemkomponist                                                                | 60    |       |
| 3. Dezember  | Hans Lohmann                                 | deutscher Zoologe und Hochschullehrer                                                                       | 71    |       |
| 3. Dezember  | Wilhelm von Medinger                         | österreichisch-tschechoslowakischer Politiker                                                               | 56    |       |
| 4. Dezember  | Albert Besnard                               | französischer Maler                                                                                         | 85    |       |
| 4. Dezember  | Georg Bilgeri                                | österreichischer Offizier und Bergsteiger                                                                   | 61    |       |
| 4. Dezember  | Carl Johannes Fuchs                          | deutscher Nationalökonom und Hochschullehrer                                                                | 69    |       |
| 4. Dezember  | Adrien de Gerlache de Gomery                 | belgischer Marineoffizier und Polarforscher                                                                 | 68    |       |
| 4. Dezember  | Josef Klingsbigl                             | österreichischer Architekt                                                                                  | 77    |       |
| 4. Dezember  | Horace Lamb                                  | britischer Mathematiker und Physiker                                                                        | 85    |       |
| 4. Dezember  | Josef Rieber                                 | österreichischer Priester, Orientalist, Kirchenrechtler und Hochschullehrer                                 | 72    |       |
| 4. Dezember  | Mary Warburg                                 | deutsche Malerin und Bildhauerin                                                                            | 68    |       |
| 5. Dezember  | Karl Bopp                                    | deutscher Mathematiker                                                                                      | 57    |       |
| 5. Dezember  | Stanley Buckmaster, 1. Viscount Buckmaster   | britischer Rechtsanwalt, Politiker, Mitglied des House of Commons und Lordkanzler                           | 73    |       |
| 5. Dezember  | Lorenz Göltl                                 | österreichischer Politiker (Landbund), Landtagsabgeordneter                                                 | 45    |       |
| 5. Dezember  | Oskar von Hutier                             | preußischer Offizier, zuletzt General der Infanterie, Militärtaktiker                                       | 77    |       |
| 5. Dezember  | Franz Leuthardt                              | Schweizer Paläontologe und Geologe                                                                          | 72    |       |
| 5. Dezember  | Karl Linsbauer                               | österreichischer Botaniker                                                                                  | 62    |       |
| 5. Dezember  | Otto Scheuerer                               | deutscher Tiermaler                                                                                         | 72    |       |
| 6. Dezember  | Carl Michael zu Mecklenburg                  | Mitglied des großherzoglichen Hauses Mecklenburg-Strelitz, russischer General                               | 71    |       |
| 6. Dezember  | Pauline Chaponnière-Chaix                    | Schweizer Frauenrechtlerin                                                                                  | 84    |       |
| 6. Dezember  | Richard Hauschildt                           | sozialdemokratischer Journalist und Parlamentarier                                                          | 58    |       |
| 6. Dezember  | Franz Popp                                   | badischer Beamter                                                                                           | 69    |       |
| 6. Dezember  | Will Steinberg                               | deutscher Librettist                                                                                        | 42    |       |
| 7. Dezember  | William W. Brandon                           | US-amerikanischer Politiker                                                                                 | 66    |       |
| 8. Dezember  | Bernhard Sekles                              | deutscher Komponist, Dirigent, Pianist und Musikpädagoge                                                    | 62    |       |
| 8. Dezember  | Charles Ulm                                  | australischer Flugpionier und Gründer früher Fluggesellschaften Australiens                                 | 36    |       |
| 8. Dezember  | Arnold Zoller                                | Schweizer Ingenieur                                                                                         | 52    |       |
| 8. Dezember  | Gustav Zunkel                                | deutscher Politiker (NSDAP), MdR                                                                            | 48    |       |
| 9. Dezember  | Hugo Boettinger                              | tschechischer Maler und Karikaturist                                                                        | 54    |       |
| 9. Dezember  | Alceste de Ambris                            | italienischer Journalist und Syndikalist                                                                    | 60    |       |
| 9. Dezember  | Manuel Márquez Sterling                      | kubanischer Journalist, Schriftsteller, Diplomat und Politiker, Präsident von Kuba (1934)                   | 62    |       |
| 9. Dezember  | Hans von Schack                              | preußischer Generalleutnant                                                                                 | 81    |       |
| 10. Dezember | Jan Brejski                                  | polnischer Gewerkschafter, Verleger und Politiker, MdR, Mitglied des Sejm                                   | 71    |       |
| 10. Dezember | Friedrich Krug von Nidda und von Falkenstein | deutscher Verwaltungsjurist und Politiker (DNVP)                                                            | 74    |       |
| 10. Dezember | James O’Grady                                | britischer Gewerkschafter und Politiker, Gouverneur der Falklandinseln und von Tasmanien                    | 68    |       |
| 10. Dezember | Theobald Smith                               | US-amerikanischer Pathologe                                                                                 | 75    |       |
| 10. Dezember | Margaret Stoddart                            | neuseeländische Malerin                                                                                     | 69    |       |
| 11. Dezember | Raoul Bachmann                               | französischer Automobilrennfahrer                                                                           | 50    |       |
| 11. Dezember | Christian Georg Kohlrausch                   | deutscher Turnpädagoge                                                                                      | 83    |       |
| 12. Dezember | Joseph Fabricius                             | österreichischer Gynäkologe                                                                                 | 69    |       |
| 12. Dezember | Oscar Goerke                                 | dänisch-US-amerikanischer Radrennfahrer                                                                     | 51    |       |
| 12. Dezember | Thorleif Haug                                | norwegischer Skisportler                                                                                    | 40    |       |
| 12. Dezember | Arthur Keller                                | deutscher Mediziner                                                                                         | 65    |       |
| 12. Dezember | Bruno Kruse                                  | deutscher Bildhauer                                                                                         | 79    |       |
| 12. Dezember | Claude Eugène Méderlet                       | französischer römisch-katholischer Bischof                                                                  | 67    |       |
| 13. Dezember | José Santos Chocano                          | peruanischer Dichter und Sänger                                                                             | 67    |       |
| 13. Dezember | Henri-Paul Nénot                             | französischer Architekt                                                                                     | 81    |       |
| 13. Dezember | Thomas A. Watson                             | US-amerikanischer Erfinder                                                                                  | 80    |       |
| 13. Dezember | Josef Weiß                                   | österreichischer Land- und Gastwirt und Politiker (CSP), Landtagsabgeordneter, Abgeordneter zum Nationalrat | 72    |       |
| 14. Dezember | Alwin Hartmann                               | deutscher Postbeamter und Politiker, MdL                                                                    | 71    |       |
| 14. Dezember | Franz Junger                                 | österreichischer Schriftsteller                                                                             | 52    |       |
| 14. Dezember | Paul Saladin Leonhardt                       | deutscher Schachspieler                                                                                     | 57    |       |
| 14. Dezember | Reginald Walter Maudslay                     | britischer Autokonstrukteur und Gründer der Standard Motor Company                                          | 63    |       |
| 15. Dezember | Kost Burewij                                 | ukrainischer Dichter, Dramatiker, Literaturkritiker und Übersetzer                                          | 46    |       |
| 15. Dezember | Wilhelm Clemens                              | deutscher Maler sowie Kunstsammler und -mäzen                                                               | 87    |       |
| 15. Dezember | Heinrich Hasperg                             | deutscher Sportler und Autor                                                                                | 64    |       |
| 15. Dezember | Gustave Lanson                               | französischer Romanist                                                                                      | 77    |       |
| 15. Dezember | Hryhorij Kossynka                            | ukrainischer Publizist, Übersetzer und Schriftsteller                                                       | 35    |       |
| 15. Dezember | Willy Pieth                                  | deutscher Bibliothekar und Politiker                                                                        | 50    |       |
| 15. Dezember | Julian Prerauer                              | deutscher Industrieller                                                                                     | 86    |       |
| 15. Dezember | Maggie Walker                                | US-amerikanische Lehrerin und Managerin                                                                     | 67    |       |
| 16. Dezember | Karl Morschheuser                            | deutscher römisch-katholischer Geistlicher, Steyler Missionar und Märtyrer                                  | 30    |       |
| 16. Dezember | Arthur Preuss                                | deutsch-amerikanischer Journalist, Herausgeber und Übersetzer                                               | 63    |       |
| 16. Dezember | Gustav de Vries                              | niederländischer Mathematiker                                                                               | 68    |       |
| 17. Dezember | William L. Harding                           | US-amerikanischer Politiker, Gouverneur von Iowa (1917–1921)                                                | 57    |       |
| 17. Dezember | Moritz Müller                                | deutscher Wild- und Jagdmaler                                                                               | 66    |       |
| 17. Dezember | Isidor Scheftelowitz                         | Indologe, Iranist, Volkskundler und Rabbiner                                                                | 59    |       |
| 18. Dezember | Sven Elvestad                                | norwegischer Journalist und Kriminalschriftsteller                                                          | 50    |       |
| 18. Dezember | Alois Filliger                               | Schweizer Politiker                                                                                         | 72    |       |
| 19. Dezember | Andrew Beatty                                | englischer Unternehmer, Buchhalter und Mitbegründer von Balfour Beatty plc                                  |       |       |
| 19. Dezember | Carl Hans Bernewitz                          | deutsch-baltischer Bildhauer, Hochschullehrer in Kassel                                                     | 76    |       |
| 19. Dezember | Roland Burrage Dixon                         | US-amerikanischer Anthropologe                                                                              | 59    |       |
| 19. Dezember | Otto von Etzel                               | preußischer Generalleutnant sowie Militärattaché                                                            | 74    |       |
| 19. Dezember | Martin W. Littleton                          | US-amerikanischer Jurist und Politiker                                                                      | 62    |       |
| 19. Dezember | Arria Ly                                     | französische Journalistin und Feministin                                                                    | 53    |       |
| 19. Dezember | James O’Reilly                               | irischer Geistlicher, Bischof von Fargo                                                                     | 79    |       |
| 19. Dezember | Francis Planté                               | französischer Pianist                                                                                       | 95    |       |
| 19. Dezember | Albert Preuß                                 | deutscher Sportschütze                                                                                      | 70    |       |
| 19. Dezember | Prince Randian                               | Schauspieler und eine Jahrmarktssensation                                                                   |       |       |
| 20. Dezember | Albert Jung                                  | deutscher Jurist und Politiker                                                                              | 60    |       |
| 20. Dezember | Reinhold Jürgensen                           | deutscher Arbeiter (Elektriker) und Politiker (KPD), MdR                                                    | 36    |       |
| 20. Dezember | Stephen Robert Koekkoek                      | niederländischer Maler                                                                                      | 47    |       |
| 20. Dezember | William La Follette                          | US-amerikanischer Politiker                                                                                 | 74    |       |
| 20. Dezember | Nikolai Jakowlewitsch Marr                   | georgisch-russischer Sprachwissenschaftler                                                                  | 69    |       |
| 20. Dezember | Heinrich Vogel                               | deutscher Bergwerksdirektor und Politiker (NLP), MdR                                                        | 78    |       |
| 20. Dezember | Friedrich Wussow                             | deutscher Politiker                                                                                         | 62    |       |
| 21. Dezember | Eric Borchard                                | deutscher Jazz-Klarinettist und Bandleader                                                                  | 48    |       |
| 21. Dezember | Maria Peter-Reininghaus                      | österreichische Bildhauerin, Malerin und Grafikerin                                                         | 51    |       |
| 21. Dezember | César Roux                                   | Schweizer Chirurg                                                                                           | 77    |       |
| 22. Dezember | Albert Dresdner                              | deutscher Historiker, Kunstkritiker und Kunsthistoriker                                                     | 68    |       |
| 22. Dezember | Friedrich Pudor                              | sächsischer Generalmajor                                                                                    | 71    |       |
| 22. Dezember | Wallace Thurman                              | US-amerikanischer Schriftsteller                                                                            | 32    |       |
| 23. Dezember | Henri Dallier                                | französischer Komponist und Organist                                                                        | 85    |       |
| 23. Dezember | Otto Honegger                                | Schweizer Architekt                                                                                         |       |       |
| 23. Dezember | Hermann Koenemann                            | deutscher Maler, Illustrator, Lithograf                                                                     | 63    |       |
| 23. Dezember | Georg Elias Müller                           | deutscher Psychologe                                                                                        | 84    |       |
| 24. Dezember | George W. P. Hunt                            | US-amerikanischer Politiker                                                                                 | 75    |       |
| 24. Dezember | Kim So-wŏl                                   | koreanischer Lyriker                                                                                        | 32    |       |
| 25. Dezember | Hugo Gorge                                   | österreichischer Architekt                                                                                  | 51    |       |
| 25. Dezember | Max Grube                                    | deutscher Schauspieler                                                                                      | 80    |       |
| 25. Dezember | Julius Koch                                  | deutscher Gewerkschafter und Politiker (SPD), MdL                                                           | 67    |       |
| 25. Dezember | Adolf Strack                                 | deutscher Jurist, und Politiker (NLP), MdR                                                                  | 63    |       |
| 26. Dezember | John Emory Andrus                            | US-amerikanischer Politiker                                                                                 | 93    |       |
| 26. Dezember | Joseph-Elzéar Bernier                        | kanadischer Polarforscher                                                                                   | 82    |       |
| 26. Dezember | George K. Favrot                             | US-amerikanischer Politiker                                                                                 | 66    |       |
| 27. Dezember | Victor von Oertzen                           | preußischer Generalleutnant                                                                                 | 80    |       |
| 27. Dezember | Sergei Nikolajewitsch Reformatski            | russischer Chemiker                                                                                         | 74    |       |
| 28. Dezember | Adachi Mineichirō                            | japanischer Jurist und Präsident des Ständigen Internationalen Gerichtshofs                                 | 64    |       |
| 28. Dezember | Pablo Gargallo                               | spanischer Bildhauer und Maler                                                                              | 53    |       |
| 28. Dezember | Theodor Hoppe                                | deutscher Theologe, Pastor und Behindertenfürsorger                                                         | 88    |       |
| 28. Dezember | Georg Moog                                   | deutscher altkatholischer Bischof                                                                           | 71    |       |
| 28. Dezember | Lowell Sherman                               | US-amerikanischer Schauspieler und Filmregisseur                                                            |       |       |
| 29. Dezember | Georg Fließbach                              | deutscher Rittergutsbesitzer und Parlamentarier                                                             | 70    |       |
| 29. Dezember | Leonid Wassiljewitsch Nikolajew              | russischer Mörder des Sergei Mironowitsch Kirow                                                             |       |       |
| 29. Dezember | Willy Seidel                                 | deutscher Schriftsteller                                                                                    | 47    |       |
| 30. Dezember | Sepp Autrith                                 | österreichischer Politiker (NSDAP), Landtagsabgeordneter                                                    | 38    |       |
| 30. Dezember | Monika Hunnius                               | deutschbaltische Schriftstellerin                                                                           | 76    |       |
| 30. Dezember | Robert Talbot Kelly                          | britischer Maler, Aquarellist, Illustrator und Autor                                                        | 73    |       |
| 31. Dezember | Cornelia Clapp                               | US-amerikanische Zoologin und Meeresbiologin                                                                | 85    |       |
| 31. Dezember | August Gärtner                               | deutscher Mediziner und Mikrobiologe                                                                        | 86    |       |
|              | Max Günther                                  | deutscher Gewerkschafter und Politiker (SPD), MdL                                                           | 63    |       |